# Hypoponera bugnioni
Hypoponera bugnioni är en myrart som först beskrevs av Auguste-Henri Forel 1912.  Hypoponera bugnioni ingår i släktet Hypoponera och familjen myror. Inga underarter finns listade i Catalogue of Life.